# فيلي سميث (لاعب كرة قاعدة)
فيلي سميث (بالإنجليزية: Willie Smith)‏ هو لاعب كرة قاعدة أمريكي، ولد في 27 أغسطس 1967 في سافانا في الولايات المتحدة.

## وصلات خارجية
- فيلي سميث على موقعبيزبول رفرنس.كوم (الدوري الرئيسي) (الإنجليزية)
- فيلي سميث على موقعبيزبول رفرنس.كوم (الدوري الثانوي) (الإنجليزية)
- فيلي سميث على موقع إي إس بي إن.كوم (أم.أل.بي) (الإنجليزية)
- فيلي سميث على موقع مشجعي الرسوم البيانية (الإنجليزية)